# Karel Chorinský
Karel hrabě Chorinský z Ledské (německy Karl/Carl Graf Chorinsky von Ledske; 18. října 1838 Linec – 10. července 1897 Vorderbrühl, Dolní Rakousy) byl česko-rakouský šlechtic, právník a státní úředník ze starého českého šlechtického Chorinských z Ledské. Během své kariéry zastával vysoké funkce ve státní správě a justici, mimo jiné byl zemským hejtmanem v Salcburku (1880–1890) a prezidentem vrchního zemského soudu ve Vídni (1890–1897).

## Životopis

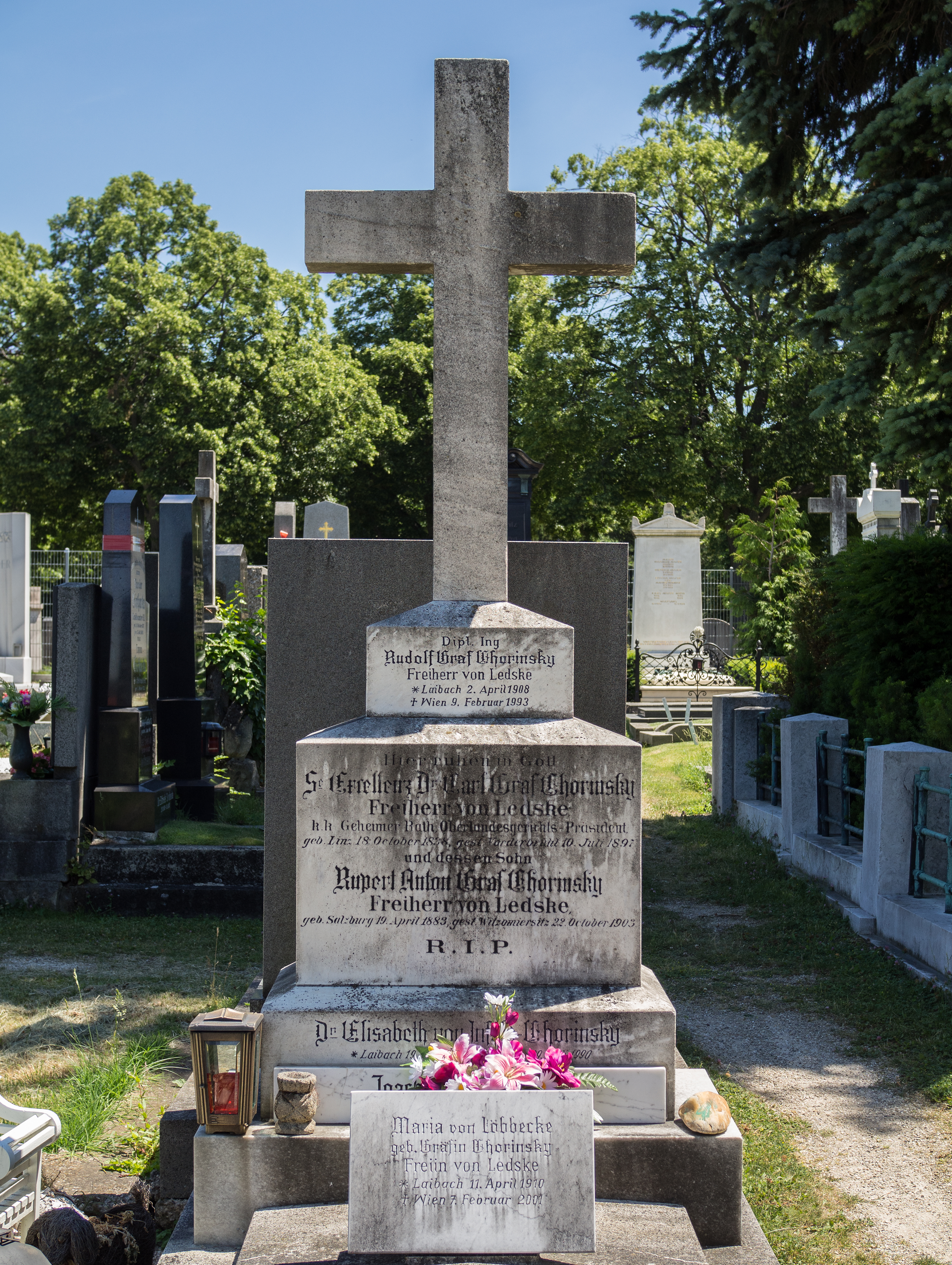
Hrobka rodiny hraběte Karla Chorinského v Hietzingu

Narodil se v Linci jako mladší syn dolnorakouského a moravského místodržitele Gustava Ignáce Chorinského (1806–1873).
Vystudoval práva ve Vídni a kariéru v justici zahájil na nižších postech v místech, kde jeho otec působil jako místodržitel (Lublaň, Brno, Vídeň). V letech 1878–1890 byl zároveň poslancem zemského sněmu v Salcburku, kde v letech 1880–1890 zastával také funkci zemského hejtmana.
V letech 1887–1890 byl prezidentem zemského soudu v Salcburku a v letech 1890–1897 prezidentem vrchního zemského soudu ve Vídni. Od roku 1894 byl též členem říšského soudu. V roce 1887 byl jmenován doživotním členem panské sněmovny, angažoval se také v řadě spolků.
Uplatnil se mimo jiné jako spisovatel a ve svých pracích se věnoval dějinám svobodného zednářství a historii rakouského práva.
V roce 1882 se oženil s hraběnkou Karolínou Františkou Mitrovskou z Nemyšle (1846–1918), dcerou prezidenta českého zemského soudu Antonína Bedřicha Mitrovského z Nemyšle. Z jejich manželství se narodil jediný syn Rupert Antonín (1883–1903), který však zemřel předčasně.
Po smrti Karla Chorinského se jeho vdova Františka znovu provdala v roce 1900 za prince Lothara Štěpána Metternicha (1837–1904), syna slavného kancléře Klementa Václava z Metternichu.